# Terza battaglia di Tiburon
La terza battaglia di Tiburon fu un episodio della rivoluzione haitiana.

## Preludio
Vinto alla battaglia di Trutier, a nord di Port-au-Prince, il generale repubblicano Rigaud si portò il 6 dicembre a Les Cayes. Lasciata a Léogâne un'importante guarnigione, decise di marciare su Tiburon, occupata dagli inglesi dal febbraio del medesimo anno. Durante il cammino, la sua armata si fermò a la Cohanne per attendere rinforzi da una flottiglia repubblicana al fine di poter attaccare anche via mare.

All'indomani dell'arrivo dei repubblicani a la Cohanne, un ufficiale inglese si presentò in città e venne accolto da Rigaud e dai suoi ufficiali, Faubert, Dartineguave, Polycarpe e Lapoty. L'emissario propose di lasciare Les Cayes e Saint-Louis agli inglesi, in cambio propose a Rigaud, a nome del re d'Inghilterra, il grado di generale dell'esercito britannico e la somma di tre milioni di livres e degli avanzamenti di grado per tutti i suoi ufficiali e sottufficiali. La proposta venne rifiutata al grido di «Vive la liberté». L'emissario si ritirò anche se, secondo Thomas Madiou, 
A novembre, Rigaud aveva ordinato la costruzione di un battello piatto a Les Cayes dove posizionò in seguito un pezzo d'artiglieria e 600 palle di cannone. Il naviglio, scortato da 240 granatieri, giunse a la Cohanne il 19 dicembre. Sbarcò qui tutto il suo carico, ma sulla via del ritorno venne catturato dagli inglesi. Infine, il 23 dicembre un bricco con sedici cannoni e tre cannoncini lasciò Les Cayes per la Cohanne.

## La battaglia
Il 24 dicembre, Rigaud ordinò l'attacco a Tiburon. Cinque giovani di colore, incaricati dagli inglesi di fare da guardia a Moisson lasciarono il loro posto e quindi Rigaud poté lanciare il suo attacco forte di 6000 uomini. I 500 inglesi che occupavano l'area vennero colti completamente di sorpresa e fatti a pezzi. I repubblicani proseguirono quindi alla volta del forte Vainqueur dove disposero tre pezzi d'artiglieria per proteggere la città di Tiburon. Durante la notte, portarono i loro pezzi d'artiglieria assieme a 3000 sacchi di terra per formare una trincea 5 metri e mezzo.
Tiburon disponeva di 450 soldati a sua difesa, tutti del 3º reggimento, comandati dal tenente colonnello Bradford e dal chevalier de Sevré. L'attacco ebbe inizio all'alba con un cannoneggiamento tra le due parti e fu a quel punto che la flottiglia repubblicana attaccò gli inglesi anche dal mare, affondando anche la corvetta HMS King George nella quale tra l'altro si erano rifugiati donne e bambini della città. Una batteria d'artiglieria venne sbarcata sulla costa, composta da sei pezzi, un mortaio e otto pezzi piccoli, i quali bombardarono la corvetta che dopo 48 ore di combattimenti s'infiammò ed esplose. La batteria di Sevré venne neutralizzata dalla sua omologa repubblicana. Rigaud rivolse dunque tutte le sue forze contro il forte Vainqueur la cui caduta pareva ormai inevitabile, cogliendo inoltre gli inglesi di sorpresa in una imboscata a Morne Mam Sannite, situato lungo la strada verso Les Irois. Gli inglesi decisero quindi di abbandonare il forte e di battere in ritirata. Thomas Madiou cita nella sua opera il caso in questo frangente di 100 ussari inglesi che giunsero ad uccidere loro stessi i loro cavalli per impedire che cadessero nelle mani del nemico, come pure un ufficiale inglese, il tenente Baskerville, che preferì suicidarsi piuttosto che arrendersi. Sul campo rimasero 50 soldati inglesi mentre i restanti si rifugiarono presso Irois. Il 29 dicembre, i repubblicani entrarono a Tiburon.